# إيه زد ألكمار

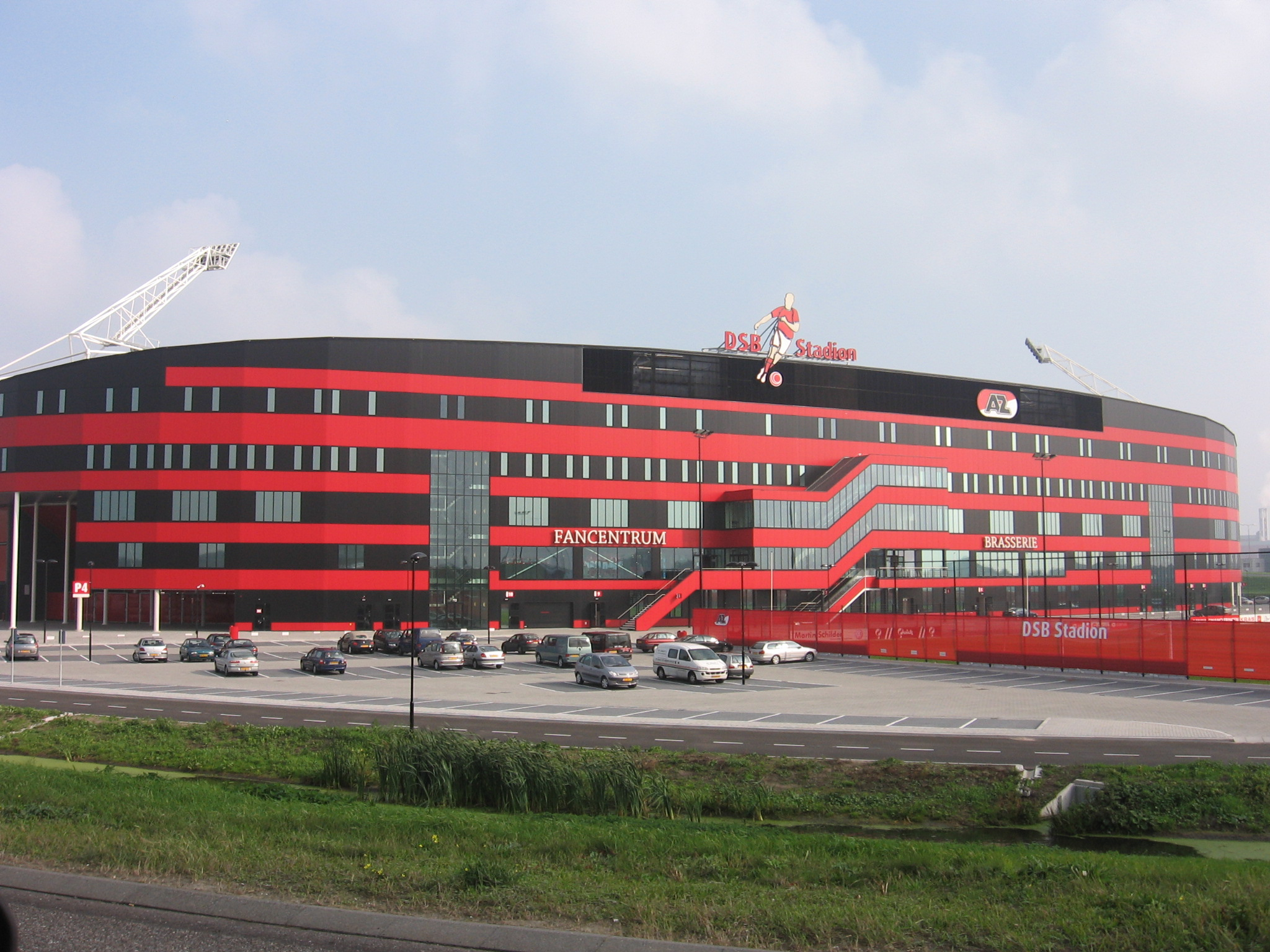
ملعب فريق ألكمار، الاستيعاب : 17,250

ألكمار زانستريك (بالهولندية: Alkmaar Zaanstreek) المعروف عالمياً باسم ايه زد ألكمار (بالهولندية: AZ Alkmaar) هو نادٍ هولندي من مدينة ألكمار، يلعب في الدوري الهولندي الممتاز.

## تاريخ النادي
تأسس نادي أي زد الكمار في 10 ماي 1967 وهو عبارة عن اندماج بين نادي (الكمار 54) ونادي
( زانستريـك الهولندي ) نتيجة للظروف الصعبة التي كان يمر بها الفريقين.
بعد الوصول إلى دوري الدرجة الأولى عاني فريق AZ من الإفلاس ولكن قام الأخوان مولينار بدعم الفريق ماليا والوصول به لدرجات عالية من الثراء وشراء اللاعبين الأجانب.
موسم 1979-1980 كان الكمار قريبا من الفوز بلقب الدوري الهولندي ولكن أبعدته نقطة واحدة عن أياكس وكان ذلك بفضل تقوية الفريق بلاعبين جدد وهما كيـس كيسـت وكريستيـن نيـغارد.
دعم الأخوان مولينار الفريق بمجموعة من اللاعبين وهم رونالد سيلبوس، هوغو هوفنكامب، بيتر ارنتز، جونـي ميتخـود يـان بيترز، بير تـول، ايدي تريتل والاسم الأكبـر من هؤلاء هـو فان هانيغيم. وكان مدرب الفريق جورج كيسلر الذي شكل فريقا قويا ومميزا تـلك الآونـة
حقق الكمار لقب الدوري الهولندي موسم 1980 -1981 ولم يخسر الفريق في ذلك الموسم أي مباراة عدا هزيمته أمام أياكس أمستردام 1:0 , وحقق في تلك السنة كأس هولندا ووصل للمباراة النهائية في كأس الاتحاد الأوروبي.
في عام 1988 هبط الكمار لدوري الدرجة الثانية وذلك بعد مغادرة الكثير من اللاعبين الفريق ووفاة كيس مولينار وانسحاب كلاس مولينار من دعم الفريق.
في موسم 1993 قام رجل الأعمار ديرك تشيرنجا بدعم الكمار والنهوض به من جديد وأصبح هو رئيس للفريق.
في موسم 1998 عاد الكمار من جديد لدوري الدرجة الأولى واستطاع المنافسة على لقب الدوري بقوة ووصل إلى كأس الاتحاد الأوروبي.
قدِم المدرب ادريانسي إلى الكمار في كانون الثاني 2005 وكون فريق قوي جدا، وتجاوز كل التوقعات فوصل إلى نصف نهائي كأس الاتحاد الأوروبي.
بعد موسم واحد فقط غادر ادريانسي الكمار تولى لويس فان غال تدريب الفريق بدلا منه.
موسم 2005-2006 احتل الكمار المركز الثاني في الدوري الهولندي
موسم 2006-2007 كاد الكمار أن يفوز بالدوري لولا الهزيمة في آخر مباراة واحتل المركز الثالث بفارق 3 نقاط عن بي إس في آيندهوفن البطل.
موسم 2007-2008 ظهر الكمار في أسوأ حالته وحصل على المركز ال11 في ترتيب الدوري.
موسم 2008-2009 فاز الكمار بالدوري الهولندي.
17 ماي 2009، عقد فريق الكمار، مع المدرب رونالد كومان لسنتين.

## اللاعبون

### التشكيلة الأساسية
آخر تحديث 1 سبتمبر 2022. 
ملاحظة: تشير الأعلام إلى المنتخب الوطني على النحو المحدد في قواعد الأهلية للفيفا. قد يحمل اللاعبون أكثر من جنسية واحدة غير تابعة للفيفا.
| الرقم | البلد    | المركز | اللاعب                 |
| ----- | -------- | ------ | ---------------------- |
| 1     | الدنمارك | حارس   | بيتر فيندال جنسن       |
| 2     | اليابان  | مدافع  | يوكيناري سوغاوارا      |
| 3     | اليونان  | مدافع  | بانتيليس هاتزيدياكوس   |
| 4     | هولندا   | مدافع  | برونو مارتينز إيندي () |
| 5     | المجر    | مدافع  | ميلوس كيركيز           |
| 6     | هولندا   | وسط    | Tijjani Reijnders      |
| 7     | الدنمارك | مهاجم  | ينز أودجارد            |
| 8     | هولندا   | وسط    | يوردي كلاسي            |
| 9     | اليونان  | مهاجم  | فانجيليس بافليديس      |
| 10    | هولندا   | وسط    | داني دي ويت            |
| 11    | السويد   | مهاجم  | جاسبر كارلسون          |
| 12    | هولندا   | حارس   | Hobie Verhulst         |
| 13    | هولندا   | حارس   | سيم فيسترفيلد          |

| الرقم | البلد   | المركز | اللاعب                                |
| ----- | ------- | ------ | ------------------------------------- |
| 14    | هولندا  | وسط    | بير كوبمينرز                          |
| 17    | تركيا   | مهاجم  | يوسف باراسه                           |
| 18    | النرويج | وسط    | هوكون إفيان                           |
| 19    | هولندا  | مهاجم  | ميرون فان بريدرود                     |
| 21    | هولندا  | مهاجم  | إرنست بوكو                            |
| 22    | هولندا  | مدافع  | ماكسيم ديكر                           |
| 23    | السويد  | مهاجم  | مايكل لادو                            |
| 25    | هولندا  | وسط    | ريتشيدلي بازور                        |
| 27    | بلجيكا  | مدافع  | زينهو فانهيوسدين (معار من إنتر ميلان) |
| 28    | هولندا  | وسط    | زيكو بورميستر                         |
| 31    | هولندا  | مدافع  | سام بوكيما                            |
| 34    | هولندا  | مدافع  | ميس دي ويت                            |

### اللاعبون المُعارون
ملاحظة: تشير الأعلام إلى المنتخب الوطني على النحو المحدد في قواعد الأهلية للفيفا. قد يحمل اللاعبون أكثر من جنسية واحدة غير تابعة للفيفا.
| الرقم | البلد  | المركز | اللاعب                                   |
| ----- | ------ | ------ | ---------------------------------------- |
|       | هولندا | حارس   | ميس باكر (إلى دي غرافشاب)                |
|       | هولندا | مهاجم  | Jelle Duin (إلى آرهوس جمناستيك فورينينغ) |

| الرقم | البلد  | المركز | اللاعب                       |
| ----- | ------ | ------ | ---------------------------- |
|       | هولندا | وسط    | كينزو غودميجن (إلى إكسلسيور) |

## الإنجازات

### محلي
- الدوري الهولندي الممتاز
  - الفائزون (2): 1980-81، 2008-09
  - الوصفاء (3): 1979-80، 2005-06، 2019-20
- الدوري الهولندي الدرجة الثانية
  - الفائزون (3): 1959-60، 1995-96، 1997-98
  - الوصفاء (3): 1956–57، 1967–68، 1971–72
- تويد ديفيسي
  - الفائزون (1): 1955-56
  - الوصفاء (1): 1963–64
- كأس هولندا
  - الفائزون (4): 1977-78، 1980-81، 1981-82، 2012-13
  - الوصفاء (3): 2006–07، 2016–17، 2017–18
- كأس السوبر الهولندي
  - الفائز (1): 2009
  - الوصفاء (1): 2013

### دولي
- كأس الاتحاد الأوروبي
  - الوصفاء (1): 1980-81
  - المتأهلون إلى نصف النهائي (1): 2004-05

المتأهلون إلى ربع النهائي (3): 2006–07، 2011–12، 2013–14

## وصلات خارجية
- الموقع الرمي لإي زد ألكمار (بالإنجليزية)